# Gornja Vas (Szamobor)
 Gornja Vas  falu Horvátországban Zágráb megyében. Közigazgatásilag Szamoborhoz tartozik.

## Fekvése
Zágrábtól 40 km-re, községközpontjától 20 km-re nyugatra a Zsumberk-Szamobori-hegység délkeleti lejtőin fekszik.

## Története
1830-ban 15 házában 135 lakos élt. 
1857-ben 134, 1910-ben 226 lakosa volt. Trianon előtt Zágráb vármegye Szamobori járásához tartozott. 2011-ben 32 lakosa volt. Lakói mezőgazdasággal, állattenyésztéssel, szőlőműveléssel foglalkoznak. A kaljei Szent Mihály plébániához tartoznak.

## Lakosság
| Lakosság változása | Lakosság változása | Lakosság változása | Lakosság változása | Lakosság változása | Lakosság változása | Lakosság változása | Lakosság változása | Lakosság változása | Lakosság változása | Lakosság változása | Lakosság változása | Lakosság változása | Lakosság változása | Lakosság változása | Lakosság változása |
| ------------------ | ------------------ | ------------------ | ------------------ | ------------------ | ------------------ | ------------------ | ------------------ | ------------------ | ------------------ | ------------------ | ------------------ | ------------------ | ------------------ | ------------------ | ------------------ |
| 1857               | 1869               | 1880               | 1890               | 1900               | 1910               | 1921               | 1931               | 1948               | 1953               | 1961               | 1971               | 1981               | 1991               | 2001               | 2011               |
| 134                | 180                | 202                | 201                | 210                | 226                | 218                | 208                | 199                | 206                | 177                | 162                | 123                | 78                 | 42                 | 32                 |

## Nevezetességei
- 1982-ben egy a korai császárkorból származó római temetőt tártak fel a falu alatt.
- A Šintić család házában fényképkiállítás tekinthető meg Josip Šintić (1852-1921) császári katonatiszt gyűjteményéből.

## Külső hivatkozások
- Szamobor hivatalos oldala
- A zsumberki közösség honlapja
- Szamobor város turisztikai egyesületének honlapja